# Guillermina Ruiz
Guillermina Ruiz Doménech (...) è una modella spagnola, eletta Miss Spagna nel 1977.

## Biografia
La catalana Guillermina Ruiz fu eletta Miss Spagna 1977 presso Campello, una località presso Alicante. Ex hostess di terra, La Ruiz dopo il titolo intraprese la carriera di modella e personaggio televisivo. Partecipò a Miss Europa 1978, a Miss Universo 1978, dove si classificò alla terza posizione, ed a Miss Mondo, dove giunse sino alle semifinali.